# Les Grandes Questions
Les Grandes Questions est une émission de télévision française de débat animée par Franz-Olivier Giesbert et diffusée sur France 5 de 2011 à 2015. L'émission compte 4 saisons. 

## Concept de l'émission
Chaque semaine, Franz-Olivier Giesbert, entouré de Mazarine Pingeot, Géraldine Muhlmann et Éliette Abécassis, aborde un sujet de société avec les intervenants.

## Émissions[1]
- Enfant roi : faut-il en finir ?[2]
- Comment résister au pire ?
- Vivons-nous pour être heureux ?
- La guerre pour la civilisation a-t-elle commencé ?
- 13 novembre : la faute au communautarisme ?
- Peut-on encore vivre ensemble ?
- Qui détient le pouvoir aujourd'hui ?
- Quelles définitions pour l'Homme ?
- L'autre est-il un enfer ?
- Va-t-on vivre le meilleur des mondes ?
- Peut-on s'affranchir des frontières ?
- L'animal est-il un homme comme les autres ? Et inversement ?
- Transgresser les tabous ?
- L'amour : ultime utopie ?
- Identité : Réinventer sa vie ?
- La France est-elle encore le pays des Lumières ?
- Jusqu'où l'homme peut-il jouer à l'apprenti sorcier ?
- Le rire est-il dangereux pour la pensée ?
- Apocalypse : pourquoi aime-t-on avoir peur ?
- L'Occident a-t-il encore un avenir ?
- Le changement est-il un progrès ?
- Atteindre la jeunesse éternelle ?
- Histoire : le retour du tragique ?
- L'amour peut-il être une réponse à la haine ?
- Vit-on la fin du modèle républicain ?
- Y a-t-il un islam ou des islams ?
- L'anti-racisme fait-il le lit du racisme ?
- L'espoir fait-il vivre ?
- Pourquoi les théories du complot fascinent-elles ?
- Terrorisme : la défaite de l'autorité
- Fallait-il une monnaie pour l'Europe ?
- L'immigration vue par les philosophes
- L'indignation peut-elle être un programme ?
- Peut-on penser autrement sans penser mal ?
- Peut-on se réclamer du peuple sans être populiste ?
- L'impôt peut-il assurer l'égalité ?
- Comment rebondir après une catastrophe ?
- Notre monde existera-t-il encore demain ?
- La famille : valeur refuge ?
- Jean D'ormesson : mes secrets du bonheur
- Pourquoi idéalisons-nous le passé ?
- Peut-on encadrer la liberté sans la tuer ?
- La fidélité est-elle une utopie ?
- À quoi sert Dieu ?
- Valeurs, théorie du genre : Que faut-il transmettre à nos enfants ?
- Secrets, mensonges : toutes les vérités sont-elles bonnes à dire ?
- Optimisme : Y a-t-il encore des raisons d'espérer ?
- Femme : Le nouveau sexe fort ?
- Guérir : L'esprit plus fort que le corps ?
- A-t-on besoin d'ennemi pour vivre ?
- Le bonheur est-il dans le pré ?
- La France est-elle en train de sortir de l'histoire ?
- Ce qui ne tue pas rend-il plus fort ?
- Pourquoi le sadisme fascine-il ?
- Qui fait la loi ?
- Sécurité, école, justice : nouvelles idées pour un nouveau monde ?
- Comprendre "Le Monde" qui change ?
- À qui appartiennent nos enfants ?
- Comment penser l'après 7 janvier 2015 ?
- Comment devenir soi-même ?
- Peut-on vivre dans un monde sans frontières ?
- La gauche française est-elle la plus bête du monde ?

## Sources
1. ↑  « Les grandes questions - émissions complètes - YouTube », sur YouTube (consulté le 1er mars 2019)
2. ↑  FalkoJ89, « LGQ - Enfant Roi : faut-il en finir ? », 30 novembre 2013 (consulté le 1er mars 2019)